# Dorfkirche Spansberg

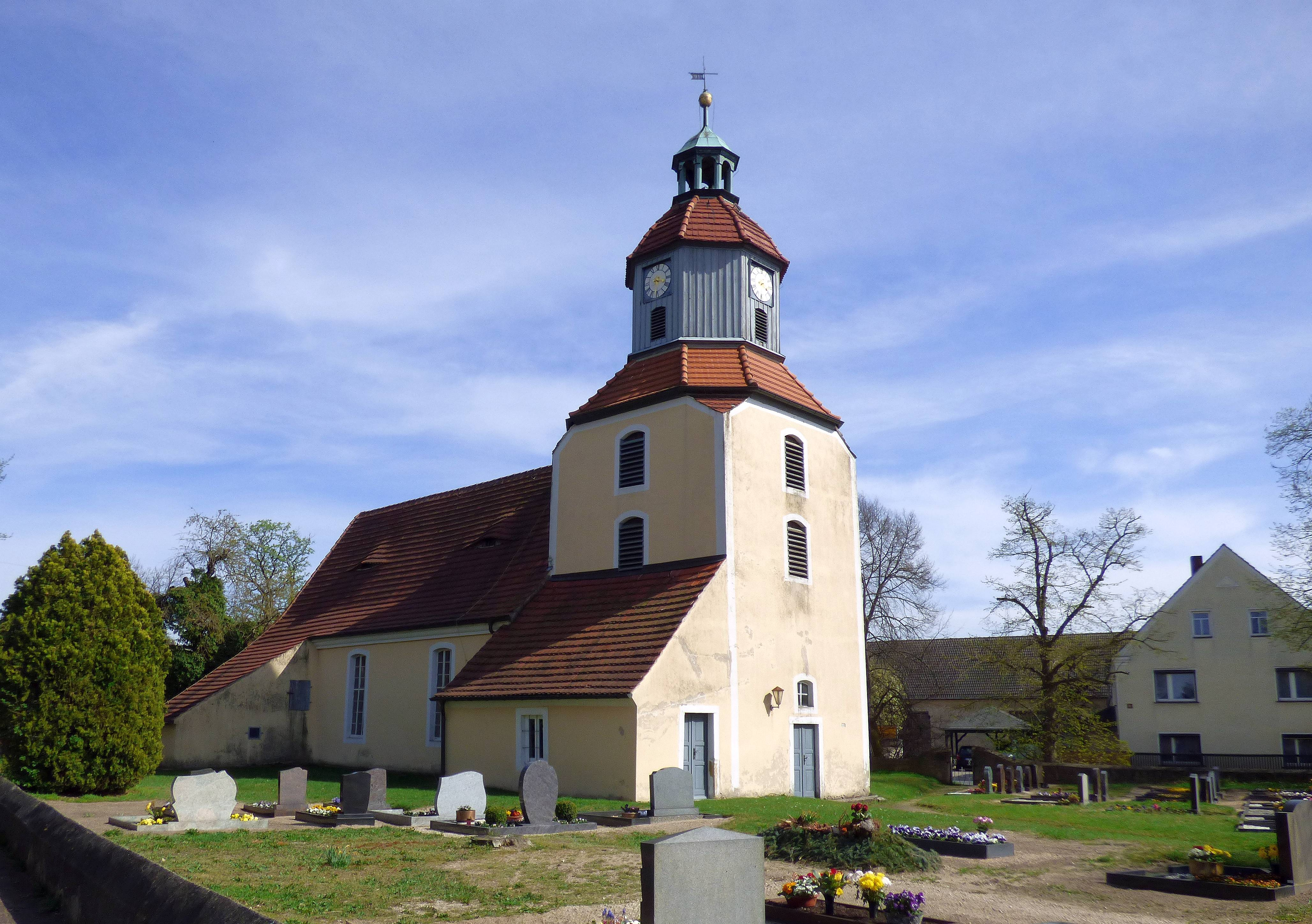
Dorfkirche Spansberg

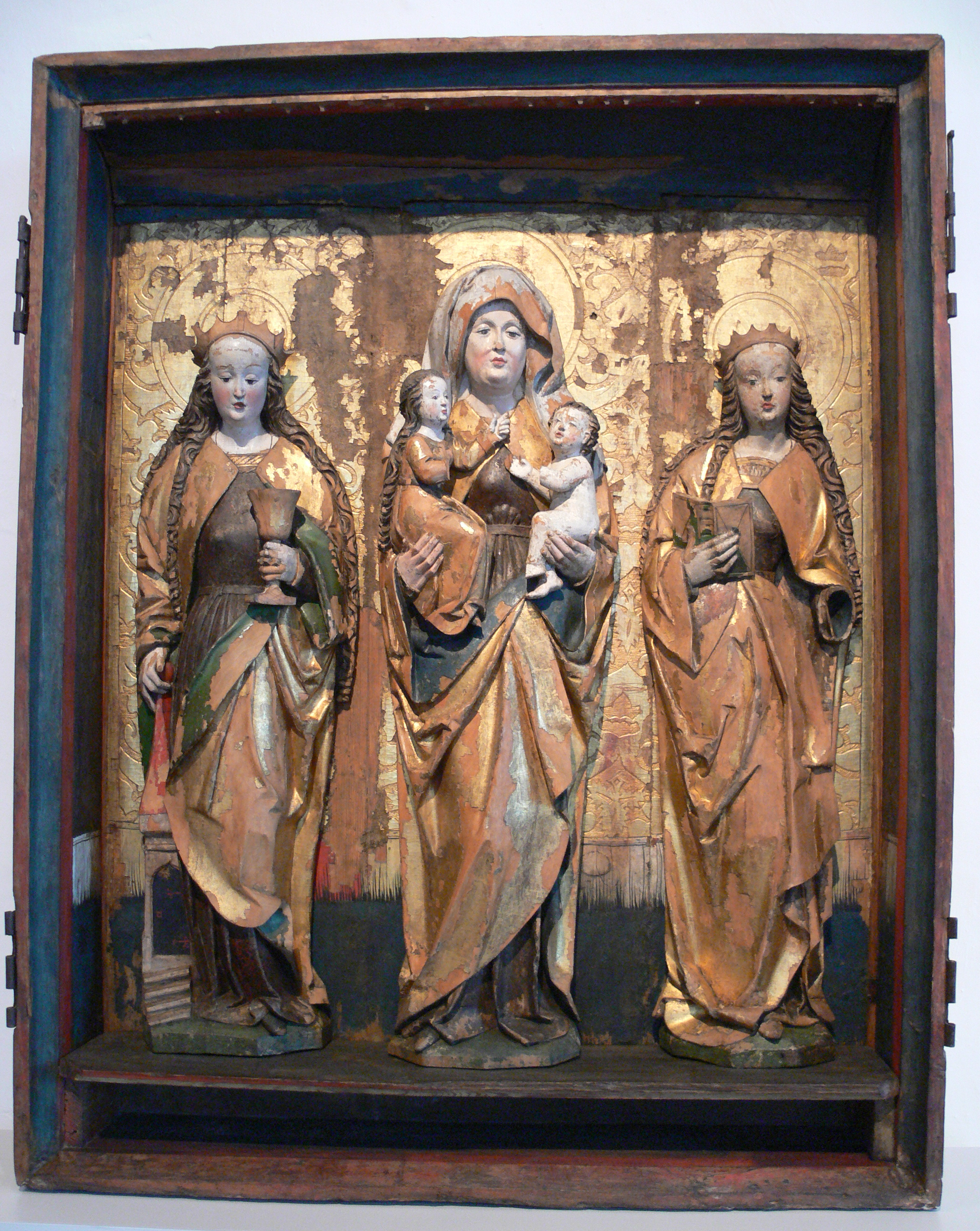
Altarschrein der Dorfkirche Spansberg

Die Dorfkirche Spansberg ist ein denkmalgeschütztes Kirchengebäude in Spansberg, einem Ortsteil der Kleinstadt Gröditz im sächsischen Landkreis Meißen.
Die in den Jahren 1665 bis 1667 unter Verwendung von Teilen eines einst hier vorhandenen mittelalterlichen Vorgängerbaus errichtete Kirche ist mit einem angrenzenden Friedhof im Ortszentrum zu finden.

## Geschichte
Bereits im Jahre 1495 soll sich in Spansberg eine Kirche befunden haben. Die heutige Spansberger Dorfkirche wurde kurz nach dem Dreißigjährigen Krieg in den Jahren 1665 bis 1667 errichtet. Verwendet wurden dabei Teile eines einst hier vorhandenen mittelalterlichen Vorgängerbaus, welcher zuvor im Jahre 1661 bei einem Brand eingeäschert worden war.
Eine erste bekannte Restaurierung erfolgte im Jahre 1756. Dabei wurden im Inneren der Kirche unter anderem der Altar, die Kanzel, der Chor und die Emporen erneuert. Weitere Restaurierungen folgten um 1800, in den 1930er Jahren und Anfang der 1990er Jahre.
Die Kirche in Spansberg war um 1500 eine Pfarrkirche des Archidiakonats Propstei Großenhain. Als Pfarrkirche wurde sie auch in den Jahren 1529 und 1555 erwähnt. Nachdem sie zwischenzeitlich eine Filialkirche der Kirche in Nieska war, wurde sie später wieder eigenständig.
In der Gegenwart ist Spansberg Teil der Evangelisch-Lutherischen Kirchgemeinde Gröditz und Nauwalde, zu der außerdem auch Nieska, Frauenhain und Nauwalde gehören.

## Baubeschreibung

Innensicht (1914)

Bei der Spansberger Dorfkirche handelt es sich um einen verputzten Bruchsteinbau aus der Zeit um 1665 bis 1667. Die Saalkirche besitzt einen Chor und einen dreiseitigen Ostschluss. Westlich des mit einem Satteldach versehenen Kirchenschiffs ist ein quadratischer Westturm mit oktogonalem Glockengeschoss und kupfergedeckter Laterne zu finden. Im Norden des Bauwerks befindet sich eine Sakristei.
Das flachgedeckte Innere der Kirche wird geprägt durch Emporen, die sich an drei Seiten des Bauwerks befinden. Die Gestaltung der Brüstungen der Emporen erfolgte in Anlehnung an die Schlosskapelle in Tiefenau. Im Süden ist eine Herrschaftsstube mit schlichter barocker Ausstattung zu finden.
Ausgestattet ist die Kirche unter anderem mit einem hölzernen Kanzelaltar. Der Altar selbst stammt aus der Mitte des 18. Jahrhunderts und ähnelt einem in der Kirche in Nieska vorhandenen Altar. Ebenso ist eine Ähnlichkeit mit dem Altar in der Tiefenauer Schlosskapelle zu erkennen, welcher aus selbiger Zeit stammt. Ein in der Spansberger Kirche ursprünglich vorhandener Altar mit Holzschnitzarbeiten aus der Zeit um 1500 sollte im Jahre 1913 restauriert werden. Er wurde deshalb in jenem Jahr an die Königliche Kommission zur Erhaltung der Kunstdenkmäler übergeben und kehrte in der Folgezeit nicht mehr zurück. Vermutlich verbrannte er letztlich bei der Zerstörung Dresdens im Februar 1945.
Ein ebenfalls vorhandenes aus dem 16. Jahrhundert stammendes Antependium, mit den Maßen 290 cm × 107 cm, befand sich am Anfang des 20. Jahrhunderts im Kunstgewerbemuseum Dresden.

Nordwestansicht der Kirche (1914)
Grundriss der Kirche
Südostansicht der Kirche (1914)

## Orgel
In der Kirche befand sich ursprünglich ein schlichtes Instrument aus dem Jahre 1800, für das seinerzeit eigens die Decke des Kirchenschiffs erhöht wurde. Die heute in der Kirche vorhandene und mit nur einem Manual versehene pneumatische Orgel wurde vom Bad Liebenwerdaer Orgelbaumeister Arno Voigt im Jahre 1922 geschaffen.
Die Disposition lautet wie folgt:
| I Manual C–f3 |    |
| Prinzipal     | 8′ |
| Flöte         | 8′ |
| Gedackt       | 8′ |
| Salicet       | 8′ |
| Oktave        | 4′ |
| Oktave        | 2′ |

| Pedal C–d1 |     |
| Bordun     | 16′ |

- Koppeln: I/P, Oktavkoppel
- Spielhilfe: Feste Kombination (Tutti)

## Geläut
Das Geläut besteht aus zwei Bronzeglocken, der Glockenstuhl ist aus Eichenholz gefertigt.
Im Folgenden eine Datenübersicht des Geläutes:
| Nr. | Gussdatum | Gießer                        | Durchmesser | Masse  | Schlagton |
| --- | --------- | ----------------------------- | ----------- | ------ | --------- |
| 1   | um 1500   | Glockengießerei unbekannt     | 820 mm      | 360 kg | c″        |
| 2   | 1886      | Glockengießerei C.A. Bierling | 620 mm      | 130 kg | es″       |